# Halocetona

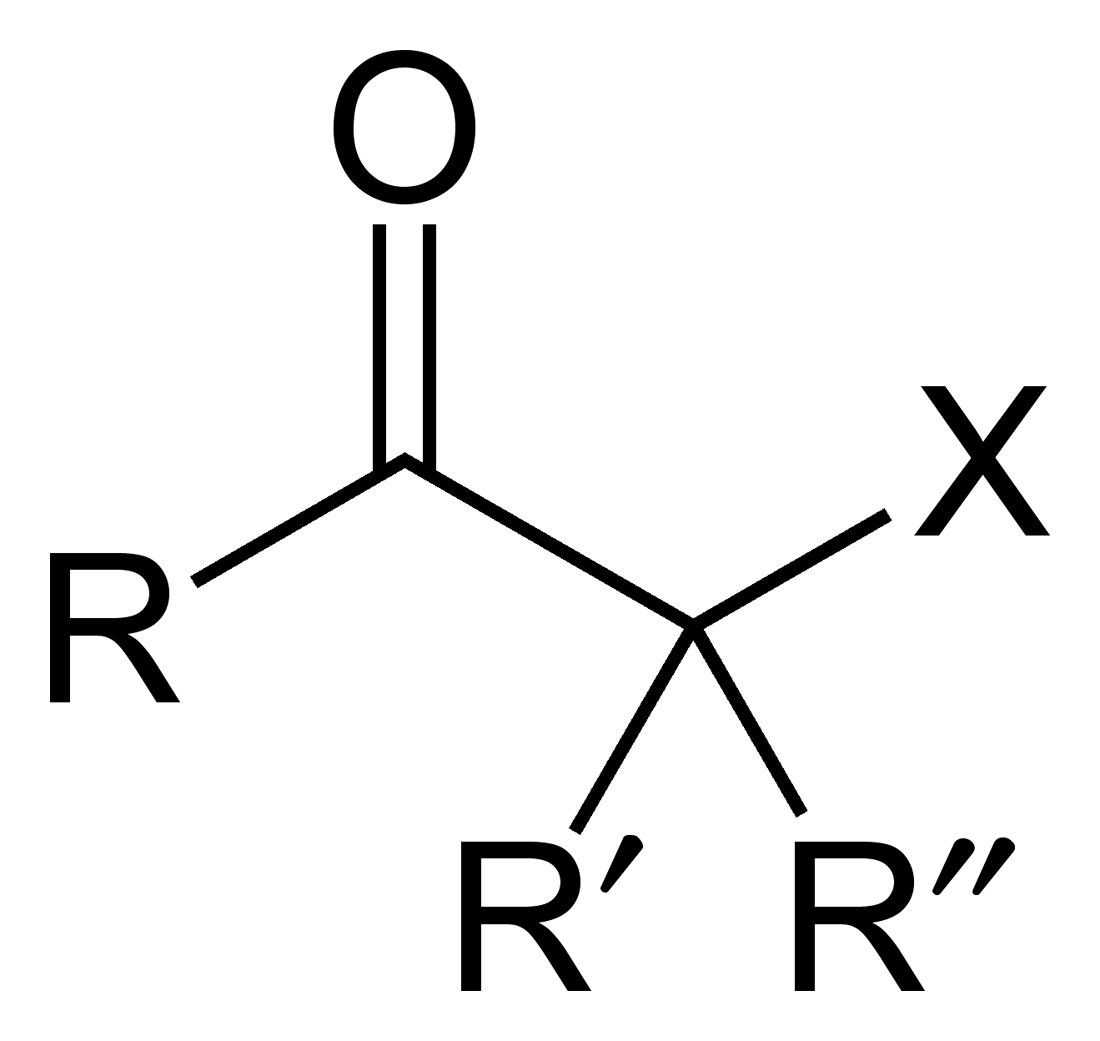
Fórmula esquelética de uma α-halocetona geral

Uma halocetona em química orgânica é um grupo funcional consistindo de uma cetona ou mais genericamente um grupo carbonila com um substituinte halogênio α . A estrutura geral é RR'C(X)C(=O)R onde R é um resíduo alquila ou arila e X qualquer um dos halogênios. A conformação preferida de uma halocetona é aquela de um cisóide com o halogênio e a carbonila compartilhando o mesmo plano com o impedimento estérico como o grupo alquil carbonila é relativamente maior.